# Pelouse artificielle

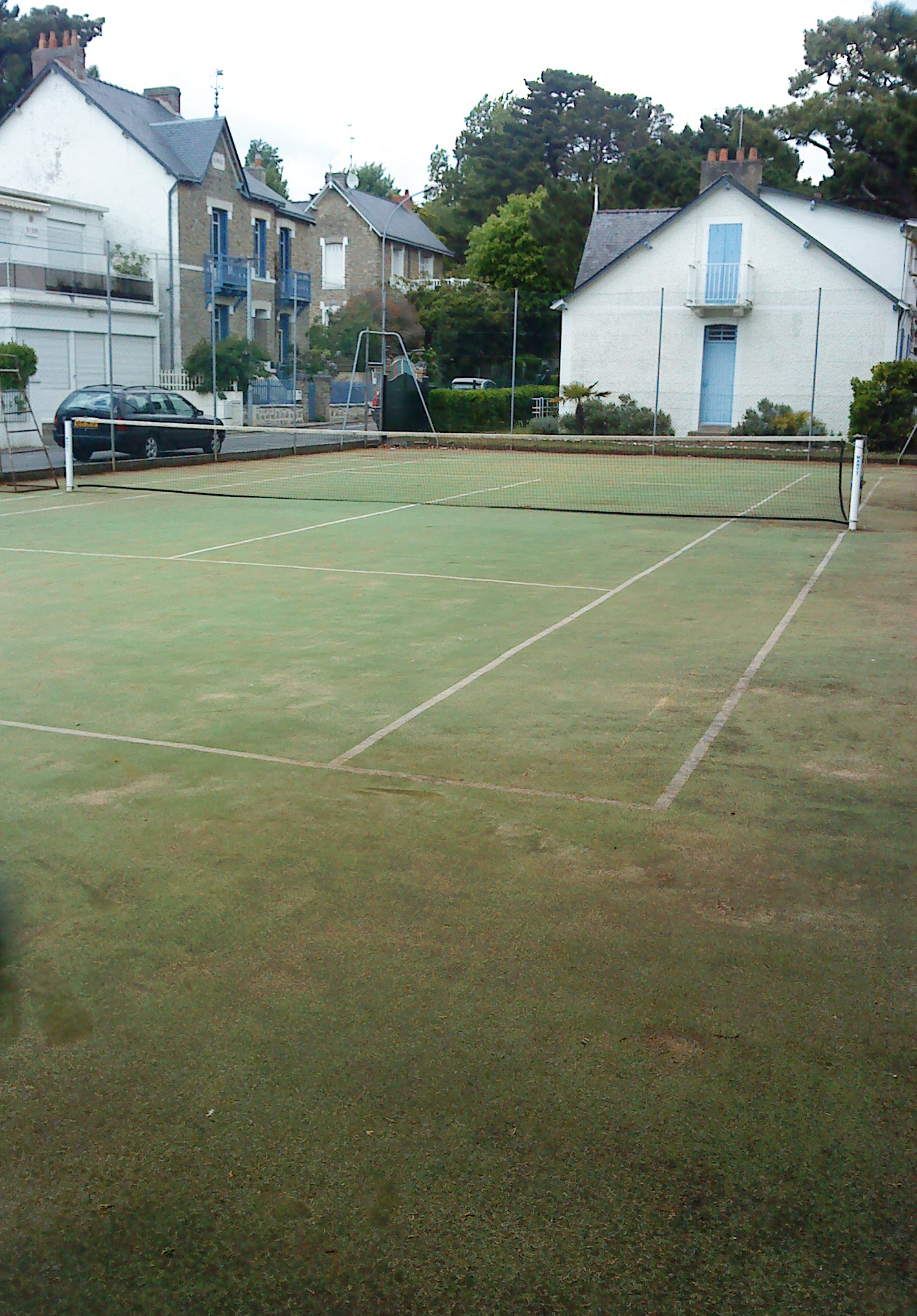
Court de tennis en pelouse artificielle.

La pelouse synthétique, aussi appelée « pelouse artificielle » ou encore « gazon artificiel » ou « gazon synthétique », est une surface imitant la pelouse naturelle. Ce faux gazon est constitué de plastiques produits par synthèse chimique de manière à imiter son aspect et certaines de ses caractéristiques. Deux avantages sont avancés par les fabricants : la possibilité d'un usage intensif, quelle que soit la météo, et un moindre besoin d'arrosage. Ce type de gazon fait toutefois l'objet de critiques et d'alertes concernant ses impacts sur l'environnement et la santé des utilisateurs.
La marque AstroTurf, première à avoir connu un succès commercial dans les années 1960 sous l'égide de la compagnie Monsanto, est souvent employée comme terme générique pour désigner la pelouse artificielle.[réf. nécessaire]

## Histoire
Dans les années 1940, apparaissent des pelouses en Tartan turf, un matériau caoutchouteux développé par la société Minnesota Mining and Manufacturing Co. (3M), sur lesquelles des sportifs commencent à s'entraîner. En 1966, du tartan est installé pour la première fois sur un hippodrome, mais les 3/4 des entraineurs et la moitié des jockeys refusent de participer à la première grande course organisée sur ce terrain, « craignant de possibles dommages aux chevaux et des blessures aux cavaliers sur cette surface « choquante ». Au cours des saisons suivantes, une couche de sable a été ajoutée pour adoucir la surface caoutchoutée, mais ce matériau a continué à recevoir des critiques et n'a jamais vraiment convaincu les cavaliers ».
En 1966 l'Astrodôme de Houston (États-Unis) acquiert un premier terrain de sport artificiel, présenté comme une avancée vers la modernité. Une première vague de terrains aux États-Unis utilise l'AstroTurf, jugé par les experts  « tout à fait durable, mais cher et non idéal pour l'athlétisme concurrentiel parce qu'il était abrasif et peu flexible, ce qui rend les athlètes vulnérables aux blessures du genou. ». Grâce à un remplissage de granules de caoutchouc, la tenue des brins d'herbes synthétique sera améliorée, rendant aussi le substrat plus souple. Puis des substrats multicouches seront développés, rendant le jeu plus confortable et diminuant les brûlures lors des glissades.
Dix ans plus tard (1976), les fédérations américaines de hockey imposent le gazon synthétique aux Jeux olympiques de Montréal. En 1987, un gazon synthétique recouvre le terrain de hockey sur glace et une ligue professionnelle de crosse en salle est créée (devenue National Lacrosse League).
Dans les années 2000, après s'être fortement développée aux États-Unis, la filière investit l'Europe, avec l'Organisation européenne du gazon synthétique (ESTO qui dit représenter 90 % de l'industrie européenne du gazon synthétique, soit 10 000 emplois environ). En 2009, selon l'ESPO, plus de 25 millions de mètres carrés (2 500 ha) ont été posés. Ainsi, près de 300 millions de mètres carrés de gazon synthétique (soit 30 000 ha) seraient déjà implantés en Europe en 2009. 
Les producteurs, représentants et promoteurs des pelouses artificielles mettent en avant les sécheresses ayant touché l'Europe, dont une canicule sévère en 2003, ainsi que la moindre consommation d'eau et la résistance du gazon en plastique. Cet argumentaire convainc de nombreux clubs et collectivités. Selon l'ESTO, on comptait en 2009 plus de 2 500 terrains artificiels de football en Allemagne, 1 700 aux Pays-Bas, plus de 2 000 en Espagne et environ 1 200 en France et autant en Italie, mais seulement 600 au Royaume-Uni, où le vrai « gazon anglais » semble avoir culturellement freiné l'artificialisation des terrains de sports. En 2001, la FIFA valide un gazon artificiel que divers grands clubs européens ont installé, notamment pour l'entraînement. L'UEFA suivra.
En quelques décennies, les brevets se succèdent, donnant lieu à de nombreux types de gazons artificiels qui se répandent dans toute l'Amérique du Nord dès les années 1970, bénéficiant du bas coût du caoutchouc recyclé (pour le substrat ou les matériaux de remplissage car les particules intercalaires font aussi l'objet de brevets. Une industrie dérivée s'est développée autour de l'entretien des terrains avec aussi par exemple, des chaussures adaptées à ces substrats également brevetées,) Selon les industriels du secteur, cette filière représentait (en 2008)  300 millions de m2 en Europe, installés depuis les années 1970, et un chiffre d'affaires annuel d'un milliard d'euros (2008), pour 10 000 personnes employées.

## Utilisations

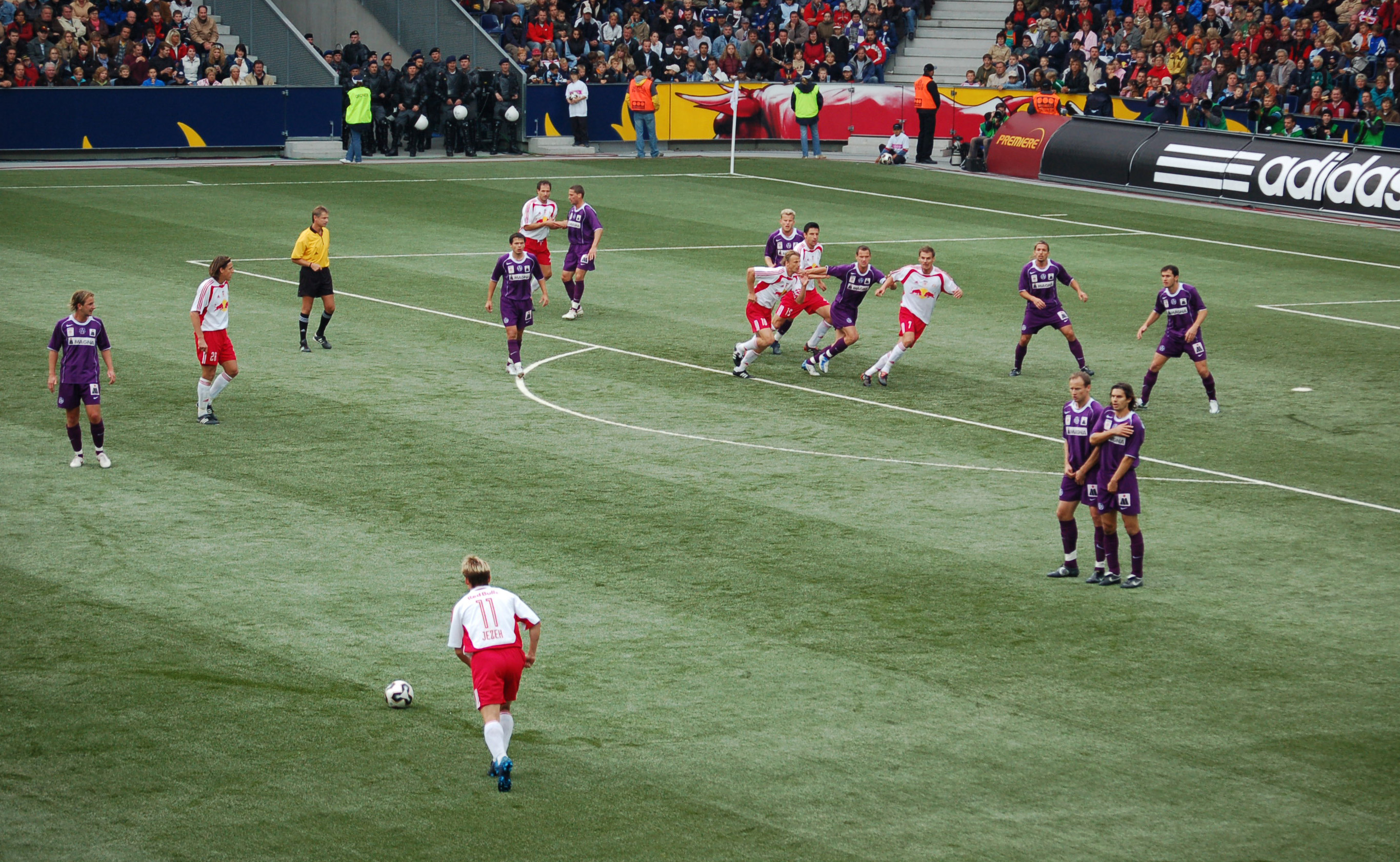
Exemple de terrain de football, garni d'un gazon en matière plastique.

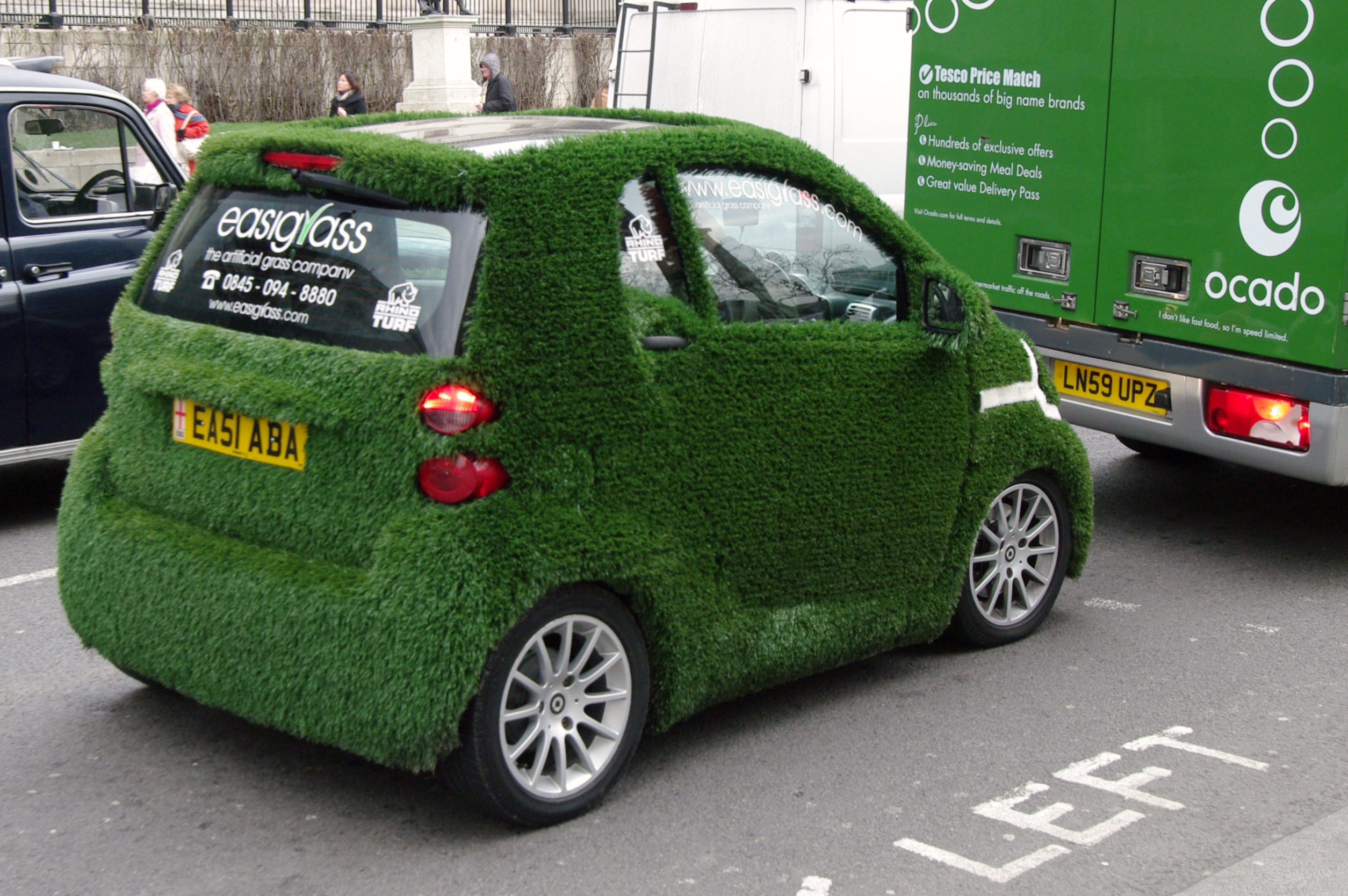
Voiture recouverte de faux gazon.

- Usages sportifs : ils concernent les enceintes sportives fermées comme les arènes, ou dans les aires de jeu, quand les conditions de culture d'une pelouse naturelle ne sont pas réunies. En théorie, les terrains artificiels (engazonnés ou non) peuvent être utilisés ou ont été testés pour de très nombreux sports, dont l'athlétisme, le tir à l'arc, le badminton, le baseball, le cricket, le croquet, le hockey sur gazon, le football, le football américain, le rugby, le golf, les jeux de boule, le tennis, les jeux de crosse, la pratique du tir, le bowling sur gazon, le softball, le volleyball, le golf, le mini-golf, les greens de golf d'intérieur… Ainsi, après les terrains de football, des éléments de plusieurs centaines de mètres carrés commencent à être posés en extérieur pour des terrains de golf (gazon en plastique, ras et sablés), y compris en France[9].
- Usages décoratifs en extérieur : la pelouse artificielle sert au décor dans les jardins, cours, balcons et terrasses. Des progrès ont été faits en matière d'esthétique et son aspect s'approche de plus en plus du naturel. De plus elle ne nécessite pas de terre[10].
- Décor intérieur : du faux gazon est parfois utilisé en décoration d'intérieur (salons, commerces, habitat individuel, etc.) comme moquette ou tapis de sol, mais aussi comme revêtement original d'objets design ou kitsch. Pour la décoration, le gazon artificiel utilisé peut être vert, mais également d‘autres couleurs pour plus de fantaisie.
- Usage en animalerie ou zoos : du gazon synthétique résistant à l'urine est aussi utilisé pour servir de litière dans des toilettes pour chiens ou chats[11].
Les animaux enfermés sont atteints de pathologies liées au manque d’activités complexes, dont la recherche de nourriture. Des gazons synthétiques ont été utilisés pour « enrichir » l'environnement de primates utilisés comme animaux de laboratoire. Les huit singes rhésus qui en ont bénéficié expérimentalement durant 6 mois ont montré une réduction significative de la pathologie comportementale lorsqu’on leur a donné plus de temps pour rechercher de la nourriture cachée dans ce gazon (plus le temps consacré à la récolte était long, plus les comportements aberrants ont diminué)[12].
- Aviation : autour des pistes d'aéroport, les vrais gazons contribuent à dépolluer l'air et l'eau, et améliorent la durée de vie des moteurs (en fixant les poussières). Mais ils attirent des oiseaux qui peuvent être aspirés par les réacteurs et les dégrader. Pour éviter les coûts d'effarouchement des oiseaux (bruit, fauconnerie…), des gazons synthétiques ont été testés en remplacement des vraies pelouses. Les oiseaux comprennent rapidement qu'il n'y a rien à manger et s'y raréfient. Mais ce gazon a perdu ses bénéfices en matière de microclimat et aussi d'épuration de l'air[réf. souhaitée].

## Fabrication

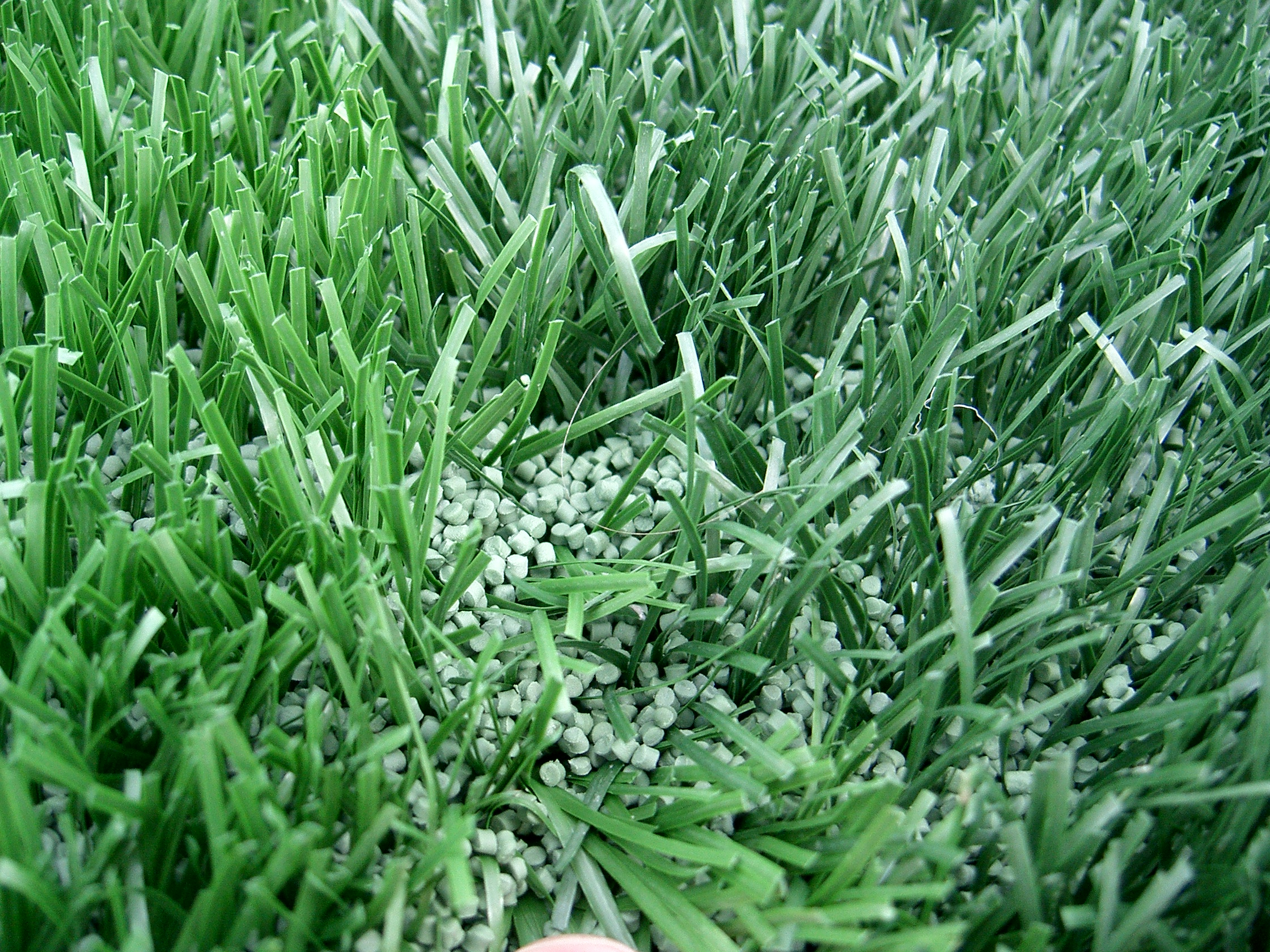
Gazon artificiel, détail.

Autrefois en nylon, les éléments imitant les brins d'herbe sont aujourd'hui souvent en polypropylène ou du polyéthylène coloré, plus rarement en polyamide ou en polyester, sous forme de mono-filament ou de bandelette fibrillée. Ils imitent un gazon tondu, ou un jeune gazon dense non tondu. Des granulés de ces polymères, fondus à haute température, sont extrudés pour former des brins de gazon artificiel. Deux techniques existent : la première est l'extrusion-filage, consistant à pousser les polymères en continu au travers d’une filière. La section des longues fibres de gazon artificiel ainsi créées est déterminée à cette étape grâce à des capillaires. Après étirage et refroidissement, la fibre est à la fois souple et résistante. L'autre technique consiste à extruder un film, ensuite découpé en fines bandelettes, aux largeurs désirées.

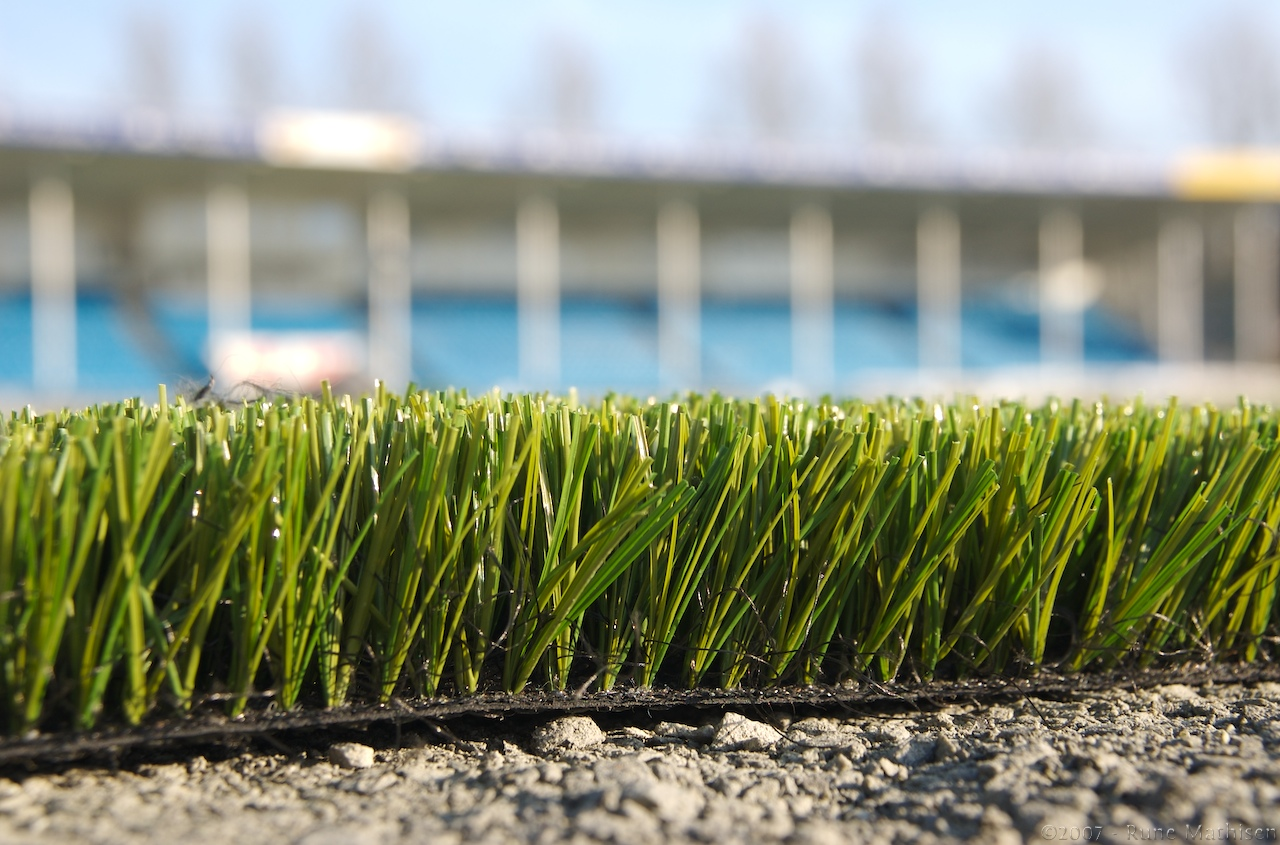
Brins de plastique imitant le gazon, vue de profil.

Un paramètre important est la finesse des brins. On utilise le décitex (dTex), qui représente le poids en gramme de 10 000 m de fil. La largeur du fil mono-filament atteint souvent 0,8 à 1,2 mm, alors que la bandelette fibrillée peut atteindre 5 à 12 mm. L’épaisseur de la fibre se situe entre 50 et 150 µm. La création de plans de gazon artificiel proprement dit utilise la technologie du « tuftage », largement employée dans le domaine de la moquette : sur le principe de la machine à coudre, on forme des boucles de fil au travers d’un support tissé ou non-tissé, selon les paramètres désirés (hauteur, nombre de points, etc.). Pour obtenir l’aspect final de poils (brins d’herbe), les boucles sont coupées dans leur hauteur par une machine spéciale et les fibres se dressent. À cette étape sont positionnées les lignes des terrains de sport (brins colorés dans la masse). Le tissu est ensuite enduit de composés complexes (latex, polyuréthane) afin de solidement ancrer le poil dans son support ; cette étape est déterminante pour la durée de vie du produit, en particulier sur les terrains de sport où ce « gazon » sera soumis à des glissades, crampons, coups… 
Des trous de drainage sont faits pour permettre à l’eau de pluie de s’évacuer. Il peut alors être inspecté, enroulé, emballé et expédié.
Il est enfin déroulé sur le terrain soigneusement préparé, étiré en pans qui sont cousus ou collés sur un substrat plus ou moins complexe, souple ou épais, mais toujours drainé ou drainant. L'aspect, la souplesse et la stabilité de l'aire de jeu sont améliorés par l'ajout de granules (poudrette) de caoutchouc synthétique, généralement issu du recyclage des pneus, et/ou du sable

Gazon artificiel, schéma de principe.

## Entretien
Ne nécessitant pas de tonte ni d'arrosage pour rester verts, les gazons artificiels simplifient l'entretien et l'équipement normalement nécessaire pour une pelouse classique. Dans le cas des aires de jeux et terrains de sport, il doit être nettoyé périodiquement, et l'accès aux animaux domestiques doit être limité, car leurs excréments peuvent apporter des microbes et ne sont pas éliminés comme ils le seraient en présence d'une vraie végétation.
Les gazons synthétiques ne nécessitent théoriquement pas d'arrosage, mais pour leur propreté, pour faire descendre la température du terrain en été, ou encore pour la glisse (rapidité du jeu), il est recommandé d'équiper ces terrains de systèmes d'arrosage intégré, le plus souvent automatiques. L'eau est généralement pulvérisée par des canons, aériens ou enterrés, placés en périphérie de la surface de jeu, éventuellement à partir d'une récupération d'eaux pluviales (qui doivent être bactériologiquement assez propres, en raison des risques de brûlures/blessures). La FFF réglemente l'installation d'arroseurs enterrés et intégrés à la surface de jeu, et de plus en plus de fabricants, comme Hunter, proposent des arroseurs spécifiquement adaptés à ces terrains synthétiques et mis en place uniquement autour du terrain.
L'arrosage d'un gazon synthétique, outre sa fonction de nettoyage, vise à :
- améliorer les appuis des joueurs[14] et augmenter la souplesse du terrain[15] ;
- limiter les brûlures ou blessures en cas de chute[14], surtout en améliorant la glisse et en faisant chuter la température (dans les pays chauds, la température de surface peut baisser d'un tiers avec l'arrosage[15]) ;
- améliorer le maniement de la balle (rebond, roulement), c'est-à-dire l’interaction de la balle avec la surface[16] ;
- améliorer les caractéristiques des terrains en gazon synthétique partiellement sablé[14] ;
- limiter les odeurs dégagées par le caoutchouc, souvent recyclé, employé sur certains terrains[15] ;
- stabiliser la surface[17].

Le terrain doit donc être perméable, tout en ayant une certaine capacité à retenir l'eau pour ne pas sécher trop vite. De plus, l'arrosage avec un mélange à base de peroxyde d'hydrogène permet de réduire le développement d'algues ou de bactéries. Enfin, l'action de l'eau pour lubrifier, refroidir et stabiliser permet au niveau mondial d'obtenir des conditions de jeux relativement comparables et constantes sur tous les terrains synthétiques : même surface, même température, même glisse…
En ce qui concerne le gazon synthétique dans les jardins, terrasses, balcons privés, il ne nécessite que très peu d'entretien. L'arrosage n'est pas nécessaire mais le nettoyage à l'aide d'une brosse aspirante électrique permet d'aspirer les détritus (feuilles mortes…) et de brosser sa pelouse.

## Coûts de construction et d'entretien
Ces coûts sont supposés fortement réduits pour le gazon synthétique. Cependant, l'ampleur des économies varie beaucoup selon les sources et le mode de calcul. Il est admis que le coût d'installation d'un terrain synthétique de football (soccer) peut atteindre près du double de celui d'un gazon naturel (1,4 million de dollars US contre 690 000 $ pour la même surface en herbe). Au prorata des coûts de fonctionnement/maintenance sur la durée de vie prévue du terrain, la différence de coût serait d'un peu moins de 15 000 $ par rapport au gazon naturel, une somme considérée comme substantielle par certains, mais négligeable par d'autres, « au regard des nombreuses inconnues sur la durée réelle de vie et des coûts d'entretien des gazons artificiels ».
Des coûts inattendus peuvent s'ajouter aux budgets d'entretien. Ainsi à New York, fin 2008, le terrain synthétique du Thomas Jefferson Park (dans l'Est de Harlem) a dû être fermé, détruit puis remplacé en raison d'un taux très élevé de plomb détecté dans la poudrette de caoutchouc (502 ppm (milligrammes par kilogramme), soit quatre fois le maximum autorisé dans le sol). La pelouse du parc James J. Walker (Manhattan) a été testée pour le plomb le 8 janvier 2009. La poudrette contenait 240 ppm de plomb. Son remplacement devrait coûter 1,6 million de dollars à la ville. Et ces terrains semblent s'user plus rapidement que prévu quand ils sont intensivement utilisés : en 2010, une enquête a été menée sur 56 pelouses artificielles de New York (aléatoirement choisies). 25 d’entre eux (soit 46 %) étaient « en très mauvais état, avec des trous, des fentes et des décollements susceptibles de faire trébucher ». Au moins 14 terrains présentaient aussi des dommages mineurs, mais qui sans réparation ne pourront que s'aggraver. Un porte-parole du département des Parcs a expliqué que la ville n'avait pas prévu de remplacer tout le gazon artificiel, même si l'agence a sollicité un budget de 3,65 millions de dollars pour restaurer deux terrains synthétiques à Manhattan.
Ainsi, en intégrant, dans le cadre d'un bilan global, le temps d'indisponibilité dû aux surchauffes (phénomène présenté plus bas), une consommation d'eau parfois plus importante que prévu, et une usure prématurée dans certains cas, les économies annoncées ou espérées sur l'eau et l'entretien pourraient être réduites ou perdues, notamment en raison des coûts de climatisation supplémentaires des bâtiments riverains dans les villes denses sensibles aux effets d'îlots de chaleur. Le bénéfice apparent d'une moindre contribution au réchauffement global (car moindre émissions de gaz à effet de serre pour l'entretien) serait annulé par une contribution directe et locale au réchauffement des villes. Ces aspects ne semblent pas pris en compte dans les ACV et les évaluations sanitaires.

## Critiques et débats
Depuis les années 1960, des craintes sont exprimées quant à des risques accrus de blessures. Elles sont globalement infondées selon les études disponibles : si le terrain synthétique a été bien entretenu ou remplacé après dix ou douze ans, certaines blessures seraient plus fréquentes, mais d'autres moins.
Dans les années 2000, des préoccupations ont émergé concernant la santé et l'environnement, à la suite notamment d'études laissant penser que l'air et/ou l'eau de percolation pourraient se charger d'éléments chimiques perdus par le gazon synthétique lui-même, son support ou la poudrette de caoutchouc utilisée comme agent de remplissage. Des collectivités ou fabricants reconnaissent de possibles problèmes pour la santé, et que des études sont nécessaires pour les mesurer, mais ils les jugent généralement mineurs, notamment au regard du fait que ces terrains pourraient faire diminuer l'obésité et améliorer l'hygiène mentale aux États-Unis, notamment à New York, qui en a fait son principal argument en faveur d'un vaste programme de construction de terrains de sports synthétiques (3,2 millions de New-yorkais sont obèses, et la proportion peut atteindre une personne sur quatre dans certains quartiers).

### Sécurité des sportifs
Depuis les années 1970, plusieurs recherches ont été réalisées sur les risques d'accidents, essentiellement pour les footballeurs,. Une étude portant sur 1 783 footballeurs (de onze à quarante ans, et ayant pratiqué en moyenne durant 3,7 ans sur pelouse artificielle), affirme que 38 % de ces footballeurs ont subi des blessures cutanées (aux jambes dans 58 % des cas), 28 % des entorses (dont 64 % aux chevilles, 21 % au genou) et 17 % des blessures musculaires. 76 % de l'ensemble de ces blessures ont été jugées mineures (interruption de moins d'une semaine et sans besoin d'assistance médicale dans 3 % des cas) ; 8 % étaient sévères (plus de 3 semaines d'arrêt de pratiques sportives). Le risque moyen était de 6 accidents pour 1 000 heures de pratique sportive, soit environ autant que pour le football sur gazon naturel, selon les statistiques connues. Les auteurs en ont conclu que le football sur gazon artificiel conduit à des modèles spécifiques de blessures et de syndromes d'effort, mais que le taux et la gravité des blessures n'est pas plus élevé. Des restrictions médicales spécifiques ne sont donc pas nécessaires. Selon une étude ayant porté sur 290 joueurs (des hommes) dans 10 équipes de niveau européen, le type de gazon (artificiel ou non) aurait peu d'influence sur le risque de blessures ou leur gravité, tant chez les sportifs amateurs que professionnels, et aussi bien pendant l'entrainement que pendant les matchs, sauf pour le risque d'entorse de la cheville, qui était un peu plus élevé sur gazon artificiel que sur herbe. Aucune différence dans la gravité des blessures n’a été observée entre les surfaces. Les footballeuses ne présentent pas plus de risques de blessure que les hommes sur ce type de gazons, pas même les jeunes footballeuses, selon les données disponibles.
Il semble toutefois que le type de sports et de pratique soit à prendre en compte. Par exemple, un accéléromètre lâché sur différents types de substrat à partir d'une même hauteur montre des différences significatives de réaction à sa chute.
Plusieurs études publiées dans un supplément au numéro d'août 2007 du British Journal of Sports Medicine soulignent que s'il n'y a pas de différence dans l'incidence, la gravité, la nature, ou le type de blessures chez les footballeurs, cela pourrait être différent pour les sports autres que le football. De plus, il existe des résultats contradictoires ou plus nuancés : par exemple, une étude prospective sur 5 ans relative aux blessures de footballeurs d'équipes d'écoles secondaires  a observé 10 % de blessures de plus quand les matchs étaient disputés sur du gazon synthétique que quand il était joué sur des surfaces en herbe. Cependant, le risque de blessures graves à la tête et au genou était plus élevé sur l'herbe.

### Surchauffe et effet microclimatique
Cet inconvénient est reconnu par les partisans du gazon artificiel comme par ses détracteurs. Il existe des rouleaux de gazon synthétique pouvant être directement déposés sur un substrat dur et plat (mais drainant, de type gravier damé). Ils accumulent moins de chaleur, mais plus qu'un gazon naturel. En outre, leur surface inférieure n'étant pas protégée, ils se dégradent plus rapidement et ne présentent pas les sensations et le confort d'utilisation de ceux qui sont installés sur un substrat souple. On les réserve généralement à la décoration.
Tous les gazons synthétiques utilisés pour les terrains de sports s'échauffent au soleil, bien plus intensément et rapidement qu'un terrain enherbé. C'est particulièrement vrai pour ceux dont le substrat ou les billes qui maintiennent l'herbe droite sont faites de caoutchouc noir (pneu recyclé). La sous-couche, légère et spongieuse, et le substrat de caoutchouc recyclé piègent l'énergie solaire puis la rayonnent dans l'infrarouge. Au fur et à mesure que la chaleur s'accumule dans le faux gazon, elle contribue à créer une bulle de chaleur, là où de vraies plantes auraient au contraire converti le rayonnement solaire en énergie photosynthétique et en auraient absorbé une partie par l'évapotranspiration,qui rafraichit significativement l'air.  Stuart Gaffin, chercheur au Centre d'étude des systèmes climatiques de l'Université Columbia a cherché, avec la NASA, à évaluer les capacités des arbres urbains et des parcs à rafraichir les bulles de chaleur urbaines. Il a utilisé des thermographies satellitales et un SIG (système d'information géographique), qui ont mis en évidence que certains des points les plus chauds de New York n'étaient pas des toitures surchauffées par le soleil comme il l'avait d'abord pensé, mais des terrains en gazon synthétique. À New York toujours, des mesures in situ montrent que la température est de 33 °C, il s'agit ici d'une variation de température) plus chaude au-dessus d'un terrain synthétique que s'il s'agissait d'herbe véritable. La température de surface atteint 71,1 °C en été (voire, exceptionnellement a dépassé 76,6 °C, ayant déjà dépassé 60 °C à 9 h 15). Le 6 juillet 2007, la température de l'air était de 25,5 °C en début d'après-midi, celle du gazon naturel exposé au plein soleil était de 29,4 °C alors qu'un terrain en gazon synthétique voisin était à 60 °C. Or, « l'exposition durant 10 min ou plus à des températures de surface dépassant 50 °C peut causer des lésions cutanées, c'est donc une véritable préoccupation ». Pour Joël Forman, outre le risques de brûlure et déshydratation, se pose le problème de la contribution des gazons synthétiques aux « effets d'îlot thermique ».  Après de nombreuses mesures faites sur des toits noirs et terrains en gazon synthétique exposés au soleil, J. Gaffin a conclu que les gazons artificiels rivalisaient avec les toits noirs pour leur température de surface élevée. Cette chaleur s'accumule au niveau du sol et non au niveau des toitures. Un fabricant de gazon synthétique interrogé à ce sujet recommande de ne pas jouer sur ces terrains quand le soleil est haut et qu'il fait chaud. D'autres recommandent d'arroser ou brumiser ces terrains, pour en contrôler la chaleur excessive. De telles conditions (chaleur + UV solaire) sont a priori favorables au relargage de composés toxiques par le caoutchouc recyclé utilisé dans ces terrains, voire à des phénomènes de photochimie notamment au moment des pics d'ozone.
Dans les régions chaudes, et durant les journées ensoleillées d'été en zone tempérée, l'argument d'un usage intense possible toute l'année est mis en défaut, « tout comme les entraîneurs ont à rééchelonner les matchs en raison de la pluie quand ils jouent sur de l'herbe véritable, de même ils ont besoin de reporter ou d'envisager une alternative à la surface synthétique quand il fait chaud et ensoleillé ». Ce phénomène atténue aussi ou contredit les affirmations selon lesquelles l'arrosage n'est pas ou peu nécessaire, car pour contrôler la chaleurs et/ou pour des raisons de glisse, aux États-Unis, le pays qui a le plus installé de gazons synthétiques pour le sport, l'arrosage est en réalité souvent pratiqué. La Fédération internationale de hockey sur gazon impose même que les gazons synthétiques soient saturés en eau avant chaque pratique du jeu. En 2007, à Raleigh (Caroline du Nord), lors d'une sécheresse grave, avec pénuries locales d'eau, la presse s'est émue d'apprendre que l'université continuait à arroser ses terrains de gazon synthétique (type AstroTurf), notamment pour répondre aux normes de la fédération de hockey (basée en Suisse), alors qu'on demandait ou imposait aux entreprises et citoyens des restrictions d'eau (dont interdiction d'arrosages extérieurs). Dans ce cas, l'université Duke avait demandé et reçu une dérogation (normalement uniquement accordée aux entreprises ayant des besoins nécessaire en eau), à condition que la consommation totale du campus soit néanmoins diminuée de 30 %. Un représentant officiel des organisations sportives a alors annoncé qu'à l'occasion du resurfaçage des terrains en fin de saison, la Caroline du Nord étudierait la possibilité de récupérer les eaux pour les réutiliser dans l'arrosage des terrains artificiels.

### Santé environnementale
L'utilisation de produits de recyclage des pneus laissaient craindre à certains un possible relargage de polluants ou d'allergènes, dans l'air ou dans l'eau de drainage (métaux lourds notamment). Après de premières analyses, des taux de poussières de plomb ou de plomb dans les particules de caoutchouc ont effectivement été trouvés dans plusieurs cas en quantité dépassant les normes admissibles.
Les pistes et terrains à base de déchets recyclés ont été – depuis la fin du XXe siècle – banalisés, notamment via leur utilisation pour le football (selon les fabricants, depuis 2003, plus de 70 matchs de la FIFA U-17 et U-20 de la Coupe du Monde ont été disputés sur les terrains de football synthétiques). Les retransmissions télévisées les ont rapidement fait connaître dans le monde entier. Les producteurs de gazon et pistes synthétiques (à base de pneus recyclés) ont une communication proactive vers les acheteurs potentiels, mais aussi les usagers ou parties prenantes dont (aux États-Unis au moins) les enseignants sportifs, les clubs et les parents d'élèves. Ceci s'est traduit — dans les années 2000 — par une forte demande de terrains en gazon synthétique. Selon le syndicat américain des fabricants, en 2007-2008, plus de huit cents nouvelles pistes et terrains de sport synthétiques « multiusage » étaient construites chaque année en Amérique du Nord dans les écoles, les collèges, stades et parcs sportifs, et il y aurait en 2011 plus de 7 000 terrains en gazon synthétique utilisés aux États-Unis, dans les écoles et universités notamment.
Certains matériaux de ces terrains contiennent des produits chimiques toxiques ou écotoxiques. En l'absence d'études scientifiques approfondies sur d'éventuels risques sur la santé, après la publication de premières analyses, et en réponse aux craintes de groupes de parents et de certains législateurs (au niveau local et national), certaines villes (à la fois payeurs et responsables) ont souhaité disposer de plus d'informations. Ainsi, début 2008 la ville de New York qui faisait partie des leaders en matière d'installation de terrains synthétiques (avec 77 terrains installés de 1997 à 2007, et 23 autres prévus) a provisoirement annoncé qu'elle suspendait « l'utilisation de caoutchouc de remplissage de gazon synthétique dans tous les projets d'aménagements des Parcs urbains », via une directive d'aménagement des parcs émise le 14 janvier 2008. Le service des parcs a ensuite dit s'être mal exprimé et ne pas vouloir supprimer les Turfs (gazons) avec remplissage à base de pneus recyclés, mais simplement vouloir à l'avenir expérimenter d'autres types de tapis, tels que les fausses pelouses en nylon, semblable à l'ancien AstroTurf (cependant depuis, l’AstroTurf ou des fibres Nylon/polyéthylène se sont révélés parfois chargés en plomb, plus que d'autres types de pelouses en plastique testés dans le New Jersey et au-delà des normes, à des doses qui selon les CDC (Centers for Disease Control and Prevention) posent « un problème potentiel pour la santé publique »). La ville de New York - utilisant la loi lui permettant l'accès à ce type d'information - a demandé à l'un des fabricants (Forever Green) une fiche de sécurité sur la poudrette, obtenue en juillet 2006. Selon cette fiche, « ce produit contient des huiles de pétrole (…) similaires à celles classées comme causant le cancer cutané chez la souris après un contact prolongé et répété » ; « Tout danger potentiel [sic] peut être minimisé en utilisant des équipements de protection […] pour éviter le contact de la peau et par un lavage à fond ». Une recommandation plus édulcorée figurait alors sur le site Internet du département américain de la Santé, reprise par certains fabricants : « Comme pour toute activité extérieure, il est recommandé que, après avoir utilisé une pelouse synthétique, les gens se lavent les mains avant de manger ou de boire ».
En 2008, deux médecins ont été sollicités par la ville pour étudier le contenu de la revue d'étude scientifiques qu'elle avait fait faire. Ils ont minimisé les risques liés aux relargages, tout en reconnaissant que « plusieurs études crédibles » avaient trouvé dans la poudrette de caoutchouc des « cancérogènes humains connus » et des « produits chimiques neurotoxiques » tels que plomb, chrome, arsenic, chrysène et aromatiques (dont isomères de toluène et de xylène, qui semblent avoir été trouvé avec les plus hautes concentration). Ils ont estimé que la ville avait exagéré le risque en s'appuyant sur des études d'exposition au caoutchouc en milieu industriel, très différent du cas des granules intercalaire en caoutchouc utilisées dans le gazon synthétique. Ils confirment ce que Crain et Zhang avait déjà dit : le gazon contient des carcinogènes connus et des métaux lourds susceptibles d'induire des malformations congénitales et un retard mental, mais on ne dispose pas d'étude prouvant scientifiquement que le gazon artificiel pose un important danger pour la santé. Les deux médecins ont cependant alerté sur le fait que les arrosages ou brumisations nécessaires au refroidissement des terrains pourraient avoir un effet pervers : « Les gouttelettes d'eau résiduelle peuvent agir comme incubateurs de bactéries […] Cela peut ouvrir la voie à des infections cutanées », notamment de type SARM (infection par des staphylocoque antibiorésistant), maladie émergente et nosocomiale pouvant être acquises par les brûlures sur le gazon (voir paragraphe consacré à ce sujet ci-dessous).
Les fonctionnaires municipaux ont fait savoir que le rapport exonérait le gazon synthétique et - bien que cet examen n'ait pas été concluant sur plusieurs points - les médias américains ont d'abord retenu l'argument de l'absence de risque (The New York Times a titré à ce propos « Une étude révèle l'absence de risque dans le gazon synthétique. »

#### Terrains synthétiques et risque allergique
Un des espoirs ou avantages parfois intuitivement avancé en faveur du gazon synthétique sur l'herbe naturelle est qu'il pourrait réduire le risque d'allergie aux pollens pour les personnes présensibilisées. Cet avantage n'existe peut-être pas, ou est en tous cas discuté. Un rapport publié en 2006 par des défenseurs des parcs de New York souligne que « les partisans de terrains de gazon synthétique vantent la réduction des taux d'allergènes et de facteurs d'asthme ». Ils pensent que « la suppression des pollens de graminées naturelles pourrait être bénéfique pour les enfants et les adultes atteints de ces affections ». Ce type d'argument semble devoir être pondéré ou démenti, car d'une part les gazons urbains, et plus encore les terrains de sports engazonnés sont coupés si souvent et si ras qu'ils ne produisent aucun épis floraux et donc pas de pollens. D'autre part, la rosée et le sol des gazons naturels vont fixer dans le sol une grande partie des pollens urbains qui étaient en suspension dans l'air local (pollens dégradés par la pollution de l'air, et suspectés d'être ainsi plus allergènes, et éventuellement plus nombreux et plus allergènes dans l'air surchauffé, ainsi qu'en contexte de disparition ou régression des abeilles ou papillons). Enfin, de nombreux gazons artificiels contiennent du latex synthétique (alors que la population allergique au latex semble augmenter, atteignant 6 % de la population aux États-Unis), mais il n'est pas à ce jour démontré que ce latex, sous la forme et quantité où il est présent dans les terrains de sport soit (ou ne soit pas) particulièrement allergène. L'Agence californienne de protection de l'environnement a commandé un test d'application d'échantillons de caoutchouc de pneus sur la peau de cochons d'Inde, aucun n'a développé de rash cutanées ni d'autre réactions allergiques de contact avec le caoutchouc. Ce type de test ne prend pas en compte le phénomène de sensibilisation, mais le NYSDOH n'ont pas non plus relevé dans la littérature médicale de cas détectés d'allergies provoquée par de la poudrette de caoutchouc. C'est dans les villes et milieux artificiels qu'on trouve le plus d'allergiques. Renforcer l'artificialité de la ville ou de l'environnement des écoles pourrait profiter aux allergiques, mais augmenter le taux d'allergie dans la population. Il ne semble pas exister d'études épidémiologiques disponibles pour préciser les avantages et inconvénients des deux solutions ou d'autres alternatives.

#### Risques microbiens
La médecine sportive et les autorités sanitaires sont également préoccupées par l'augmentation de maladies nosocomiales ou antibiorésistantes.
Par exemple, l'infection par des souches de Staphylococcus aureus résistantes à la méthicilline (SARM) semblent pouvoir se propager facilement parmi les athlètes en raison de contacts répétés de peau-à-peau, de fréquentes coupures, griffures, brûlures ou abrasions de la peau et connaissent la promiscuité des vestiaires et équipements ou sont souvent soignés in situ ou hospitalisés. Des épidémiologistes avaient en effet repéré des cas groupés chez des footballeurs professionnels, signalés dans le New England Journal of Medicine, et dans les rapports hebdomadaires de morbidité et mortalité des CDC. Pour les auteurs et les Centers for Disease Control and Prevention, bien que le gazon synthétique lui-même ne semble pas particulièrement porteur de bactéries de type SARM, un plus grand nombre de brûlures causées par l'abrasion de la peau par du gazon synthétique augmente la probabilité d'infection à SARM, surtout chez les athlètes professionnels jouant sur des surfaces dures.
Certaines données suggèrent que le gazon synthétique de plein air pourrait parfois abriter plus de bactéries. Par exemple, une étude parrainée par Sprinturf, un industriel fabricant de gazon synthétique, a constaté que les intercalaires contenant un mélange sable/caoutchouc présentaient des taux de bactéries jusqu'à 50 000 fois plus élevés qu'un remplissage de caoutchouc seul. Pour y remédier, cette société commercialise maintenant un gazon synthétique « sans sable » comme une alternative sûre et elle offre des moyens d'assainir les terrains déjà construits.
Le bon entretien d'un gazon synthétique nécessite une désinfection et un nettoyage périodiques visant à retirer les cheveux, restes de peau, excrétats (sueur, crachats…), et fluides corporels (lymphe, sang) ainsi que les excréments d'animaux. Les fabricants commercialisent des biocides spécialement conçus pour leurs terrains. Selon un manuel sur la construction et d'entretien des terrains de sports artificiels, publié en 2006 par l'Association américaine des constructeurs d'installation sportives, certains propriétaires de gazon synthétique désinfectent leurs terrains de sport jusqu'à deux fois par mois, avec des nettoyages plus fréquents là où les contaminants se concentrent.

#### Santé environnementale et écobilan global
Un débat parfois vif existe sur l'écobilan du gazon synthétique et sur la question d'éventuels dangers pour la santé humaine et l'environnement, ou pour la mesure de ses avantages et inconvénients par rapport au gazon naturel. À titre d'exemple, New York est la ville américaine qui achète la plus grande quantité de gazon synthétique en Amérique. En décembre 2007, la municipalité a organisé une audition au sujet de l'usage de gazon synthétique dans certains des 4 000 parcs urbains (28 700 acres) de la ville. Entre terrains naturels enrichis en engrais et pesticides, ou gazons de plastique, que choisir ? Certains élus souhaitent augmenter le nombre de terrains de sports en gazon synthétique, notamment dans les quartiers qui ne disposent pas d'espaces verts (il était en 2007 alors prévu d'installer 35 terrains en gazon synthétique en remplacement de surfaces asphaltées). D'autres s'opposent à cette  évolution vers le gazon artificiel, alors que les associations et certains quartiers se sont battus pour supprimer ou réduire l'usage des pesticides là où ils ne sont pas nécessaires.
Si de nombreuses études ont porté sur les risques d'accident sur les gazons de plastique, il y a eu peu de recherches toxicologiques ou écotoxicologiques sur d'éventuels effets sur la santé humaine et l'environnement de l'exposition à certains constituants du gazon synthétique.  Quelques rapports ont conclu à des risques minimes pour la santé, mais « la plupart de ces rapports conviennent toutefois que beaucoup plus de recherches sont nécessaires avant que la question puisse être définitivement tranchée ». L'audience du 13 décembre 2007 a conclu qu'il est prématuré d'affirmer que le risque est minimal.
Des nouvelles générations de gazon synthétique se succèdent depuis les années 1960, sans que l'on ait pu prendre la peine d'en mesurer ou étudier d'éventuels effets toxicologiques ou écotoxicologiques. Les couches intercalaires caoutchoutées sont celles qui sont le plus suspectées de pouvoir libérer certaines substances dans l'air et l'eau. Des particules issues de la dégradation de ce substrat se dispersent dans l'air et l'eau, et peuvent être en contact avec les vêtements et la peau des sportifs, voire avec la lymphe ou le sang en cas de blessures ou brûlures (glissades). Les enfants sont connus pour être plus vulnérables à l'inhalation ou au passage percutanés de nombreux produits indésirables ou toxiques. Il n'est pas possible, faute de données suffisantes, de pouvoir conclure à l'existence ou absence d'effets écosystémiques.
En 2023, une première étude menée en Espagne à partir de 217 échantillons d’eau prélevés à moins d'un kilomètre de la côte près de Barcelone, ainsi que 200 échantillons prélevés entre 2014 et 2021 sur le fleuve Guadalquivir, conclue que le gazon synthétique est une menace écologique car il pollue les eaux. L'étude, menée par des chercheurs de l’université de Barcelone, indique notamment que, dans les eaux autour de Barcelone, le gazon artificiel constitue 15 % des microplastiques ayant plus de 5 millimètres de longueur. Dans certaines zones, la teneur en gazon synthétique dans l’eau peut dépasser les 210 000 fibres par kilomètre carré. Interrogé par New Scientist, un des chercheurs espagnols estime qu'il est peu probable que le phénomène ne touche que l'Espagne, et que la pollution réelle pourrait être bien plus élevée, étant donné que la décomposition du gazon synthétique en nanoparticules n'est pas connue,.

#### Poudrette de caoutchouc

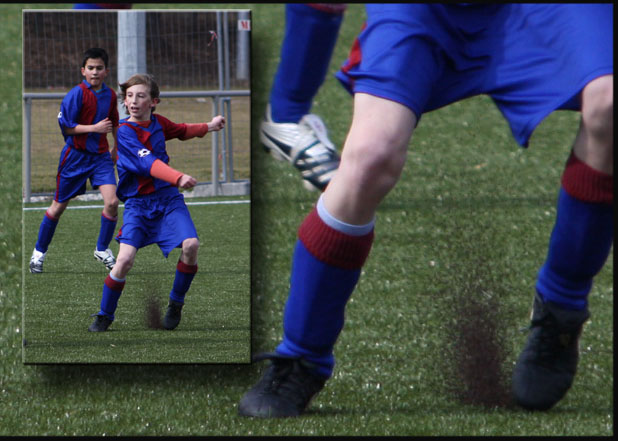
La poudrette est assez facilement dispersée dans l'air et souvent retrouvée dans les vêtements, chaussures, cheveux.

La plupart des sols sportifs synthétiques (dont les gazons artificiels), comprennent de la poudrette de caoutchouc recyclé, provenant notamment de pneus usagés. Pour Patti Wood, directeur exécutif de l'ONG Grassroots Environmental Education « la poudrette de caoutchouc est un matériau qui ne peut être légalement mis en décharge ni jeté en mer en raison de sa toxicité ; pourquoi diable devrions-nous laisser nos enfants jouer dessus ? ». Ce caoutchouc recyclé (souvent importé de Chine) contient de nombreux produits chimiques toxiques ou soupçonnés d'avoir des effets sanitaires. Les caoutchoucs synthétiques les plus utilisés dans les pneus sont en effet composés d'éthylène-propylène et de styrène-butadiène associés à des additifs, et catalyseurs (agents de vulcanisation). Ils contiennent des charges (elles-mêmes pouvant provenir de déchets recyclés, dont le noir de carbone), des plastifiants, des antioxydants en quantités différentes selon le fabricant voire selon le modèle. Le caoutchouc contient et libère également des hydrocarbures aromatiques polycycliques (HAP), des phtalates et divers composés organiques volatils (COV) en partie responsables de son odeur et de son goût désagréable.
Des récifs artificiels faits à base de pneus se sont révélés toxiques pour la faune marine. Les représentants des producteurs (via la Rubber Manufacturers Association), aux États-Unis arguent que huit États autorisent encore la mise en décharge de pneus et qu'ailleurs la plupart des restrictions à la mise en décharge seraient dues à la prévention de problèmes de ravageurs et du risque d'incendies de pneumatiques qui libèrent des toxiques tels que l'arsenic, le cadmium, le plomb, le nickel, les HAP et les COV. Plusieurs études suggèrent qu'une partie au moins de ces produits chimiques libérés en grandes quantités lors du brûlage de pneus peut aussi être libérée, de manière plus discrète, mais chronique au fur et à mesure que la poudrette de caoutchouc se détériore. Les gaz ou particules émis sont a priori plus concentrés dans l'air des stades fermés ou semi-ouvert. Lors d'une réunion (2006) de l'International Association for Sports Surface Sciences on turf-related chemicals in indoor stadiums, des chercheurs norvégiens en santé publique ont présenté une étude sur les terrains de sport en gazon artificiel ne portant pas sur les risques d'accident, mais sur l'évaluation des risques sanitaires pour les pratiquants de football. Ils ont montré que les COV – à partir du caoutchouc de remplissage de gazons synthétiques – peuvent passer dans l'air sous forme d'aérosols, que les sportifs peuvent inhaler lors de leurs activités. Les auteurs ont calculé le risque pour la santé pour une situation correspondant au moindre risque, c'est-à-dire avec l'utilisation de granulés du caoutchouc recyclé qui libère le plus bas taux de ces produits chimiques, parmi tous les types de caoutchouc de remplissage. Leur conclusion est que - au regard des connaissances disponibles - l'utilisation d'un tel gazon synthétique ne causerait aucun risque grave pour la santé, même pour des populations vulnérables comme les enfants. Cependant ces mêmes auteurs pondèrent leur conclusion en notant : « Il convient également de noter que peu ou pas d'information toxicologique est disponible pour de nombreux composés organiques volatils qui ont été démontrés comme étant présents dans l'air intérieur des stades […] En outre, tous les composés organiques présents dans l'air [des stades] n'ont pas été recherchés ni identifiés ».  En particulier, cette étude appelle à une recherche plus approfondie sur le développement de l'asthme et d'allergies respiratoires déclenchées par l'exposition au latex (allergène avéré, présent dans de nombreux pneus).

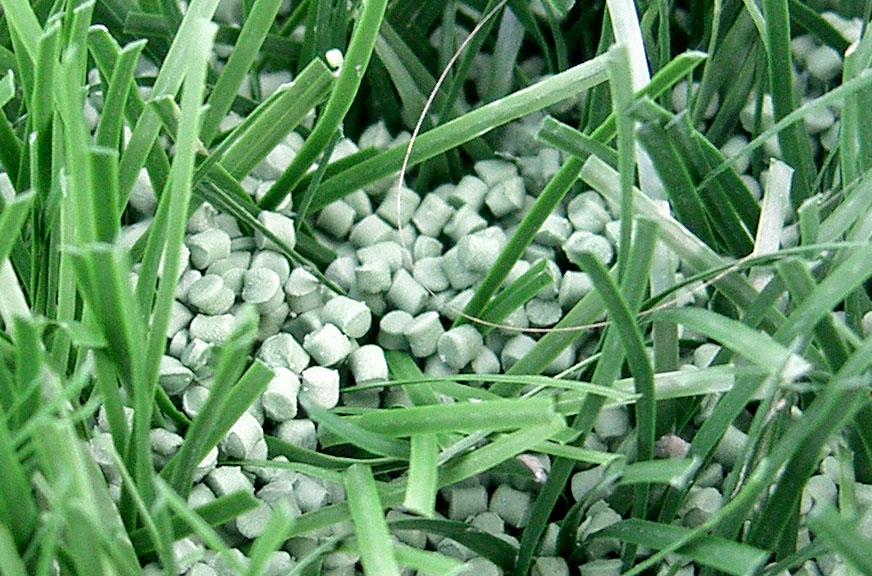
Des alternatives existent à la poudrette noire, comme le sable ou (photo) des granules d'EPDM (éthylène-propylène-diène monomère).
Ne contenant pas de noir de carbone, ce matériau de remplissage est blanc, ce qui limite l'absorption du rayonnement infrarouge solaire et donc le sur-échauffement du terrain au soleil en été (ici, sur le stade Alfheim, de Tromsø en Norvège).

En janvier 2007, un rapport de l'OEHAA (Bureau californien d'évaluation des risques en santé environnementale) portant sur l’évaluation des effets sur la santé de l'utilisation de pneus usagés recyclés dans les produits de pistes et plateaux sportifs a conclu que 49 produits chimiques pourraient être libérés par la poudrette de caoutchouc de pneus (tire crumbs). Sur la base d'une expérience simulant la digestion gastrique, l'OEHHA a estimé que le risque de cancer existait mais était très faible, et un peu plus élevé, mais toujours faible (quelques cas pour un million de sportifs) si l'on considère que du chrysène (un cancérogène avéré pour l'homme, trouvé dans les pneus en caoutchouc) pourrait être ingéré (via le fait de porter la main à la bouche après qu'elle a été en contact avec le caoutchouc granulaire de remplissage). Cette étude a considéré le cas d'une utilisation régulière du terrain durant les douze premières années de la vie. En 2007, l'ONG Environment and Human Health, Inc. (EHHI, qui signifie  « Environnement et santé humaine, Inc. ») de North Haven (Connecticut), a commandité une étude au Connecticut Agricultural Experiment Station (un laboratoire spécialisé dans les analyses de sols agricoles) visant à évaluer la capacité des composés toxiques de la poudrette de caoutchouc à être libérés dans l'air ou l'eau. Ce rapport identifie 25 espèces chimiques (avec une certitude de 72 à 99 %) en utilisant l'analyse par spectrométrie de masse et chromatographie en phase gazeuse. Parmi les composés volatils ou libérés dans l'eau identifiés figuraient des benzothiazole (irritants et écotoxiques), des n-hexadécanes ; du butylhydroxyanisol (agent cancérigène et perturbateur endocrinien présumé) et du  4-(t-octyl) phenol (produit corrosif pouvant être préjudiciable pour les muqueuses). Les représentants des fabricants de gazon synthétique sont réunis depuis 2003 en un syndicat, le Synthetic Turf Council basé à Atlanta. Ce syndicat représentait, en 2007, plus de cinquante firmes produisant du gazon synthétique). Après l'étude de 2007, il a déclaré que « les affirmations de toxicité [du rapport de l'EHHI] sont basées sur des tests de laboratoire extrêmes tels que l'utilisation de solvants et l'extraction à des températures élevées pour générer des polluants », mais l'EHHI a maintenu ses conclusions. David Brown, directeur de l'EHHI pour son département Toxicologie et santé publique a ajouté : « Il est clair que les miettes de caoutchouc recyclé ne sont pas inertes ; ni une température élevée, ni une extraction par solvant ne sont nécessaires pour libérer les métaux et les composés organiques volatils, ou semi-volatils ». David Brown insiste sur le fait que les tests de laboratoire approchent les conditions existant dans l'environnement réel, et qu'aucun solvant autre que de l'eau n'a été utilisé pour extraire ces composés. Selon Daniel Brown, les principaux obstacles à une évaluation précise de la sécurité sanitaire et environnementale de la poudrette de caoutchouc issue du recyclage de pneus sont la grande variabilité des qualités et mode de production des pneus, et le manque de données publiées sur les caractérisations chimiques de la gomme de caoutchouc. De plus, « très peu d'échantillons ont été testés » affirme-t-il, et « Il n'y a pas eu d'étude portant sur des échantillons de taille suffisante pour calculer le danger potentiel [sic]. […] Alors que de nouveaux pneus contiennent des quantités très différentes de produits toxiques, selon leur usage prévu ; il est impossible de garantir que les sportifs, des jardiniers ou d'autres personnes ne soient pas exposés au-delà des limites de sécurité ».
La question est régulièrement soulevée aux Pays-Bas (où une grande partie des terrains de football sont synthétiques), notamment en 2016 à Amsterdam, à l'occasion de la convention BIR (Bureau International du Recyclage) à la suite de la publication d'un reportage TV néerlandais sur les risques sanitaires posés par le  gazon synthétique. Selon les fabricants « Une étude indépendante a prouvé que le jeu pratiqué sur des terrains en pelouse synthétique composée de granulés de caoutchouc de pneus recyclés ne présentait aucun risque sanitaire ou environnemental », étude comprenant une « recherche documentaire complétée par une étude expérimentale sur le terrain et en laboratoire. » Cette étude a porté sur les HAP pouvant être libérés par le caoutchouc (en laboratoire), et sur la lixiviation du zinc dans les eaux de drainage de 5 terrains. Selon l'étude les valeurs limites sanitaires ne sont pas dépassées, ce qui permet selon les auteurs de conclure à l'« absence de risque sanitaire important lors d’activités sportives sur un terrain à pelouse synthétique avec granulés de caoutchouc de surfaçage à base de pneus automobiles recyclés » tels qu'utilisés aux Pays-Bas. Selon les industriels néerlandais du pneu et de leur recyclage (Vereniging Band & Milieu / RecyBEM et Vereniging VACO), les fabricants de pneus limitent en outre « depuis quelques années déjà l’usage du zinc dans les nouveaux pneus. La lixiviation de zinc provenant de granulés de caoutchouc de pneumatiques automobiles diminuera donc au cours des prochaines années ».

### Éthique et socio-psychologie
Alors que l'expérience de la nature semble chez l'être humain fondamentale pour la santé, la construction de la psyché et la psychomotricité, dans le monde, les enfants et adolescents sont de plus en plus élevés dans un environnement urbain ou très artificialisé. C'est le cas d'environ 80 % des enfants dans les pays riches. Des villes importantes et déjà très artificialisées, comme New York, ont dans les années 1990-2000 fortement augmenté leurs surfaces en herbe synthétique (pour proposer aux habitants plus de terrains de jeu ou détente, disponibles plus souvent, notamment dans les quartiers en manquant le plus). Souvent ces aires synthétiques ont remplacé des gazons « naturels », afin d'y limiter les dégâts de la surfréquentation sur l'herbe véritable. Or, malgré un aspect qui rappelle de loin celui du gazon, le terrain synthétique renforce l'artificialisation de l'environnement des enfants. Certains auteurs craignent que remplacer l'herbe par un ersatz en plastique puisse affecter la découverte et l'expérience du monde naturel, gêner les jeux créatifs des enfants, voire affecter leur développement. Selon Crain « les enfants d'aujourd'hui grandissent dans une large mesure dans des environnements intérieurs artificiels […] Maintenant, avec la popularité croissante des terrains en gazon synthétique, leur expérience de la nature n'aura jamais été aussi pauvre ». G. Croft, président de City Parks Advocates ajoute que « bien qu'il y ait un besoin important d'espaces extérieurs ouverts, la vraie question n'est pas d'offrir des espaces ouverts mais d'offrir des espaces équipés pour des activités de récréation active ». Il ne voit par ailleurs pas nécessairement « de lien entre espace ouvert et installation de champs de gazon synthétique ».

## Données toxicologiques

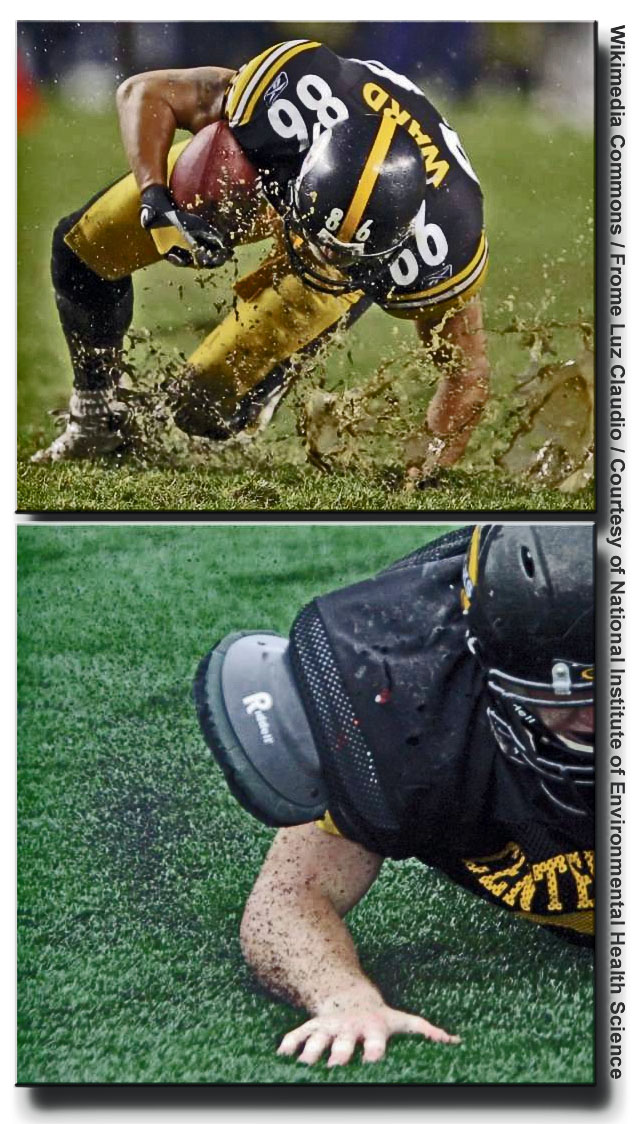
Ces deux photographies de sportifs en action montrent en haut le contact avec le gazon gorgé d'eau (brunâtre, et tiédie en été au Soleil), et en bas la diffusion de poudrette de caoutchouc au moment de l'impact. La quantification de l'ingestion et inhalation de particules de caoutchouc ou d'eau n'a pas fait l'objet d'études publiées, pas plus que de possibles passages percutanés de produits provenant du substrat.

L'herbe en plastique contient des colorants et additifs lui permettant de résister aux UV solaires, au piétinement ou au feu. Certaines de ces molécules sont des toxiques connus. La question se pose d'un éventuel relargage dans l'environnement.

### Plomb
Malgré de nets progrès depuis l'interdiction du tétraéthylplomb dans l'essence et du plomb dans les cartouches de chasse, le saturnisme de l'enfant reste préoccupant aux États-Unis. Le plomb (associé au chrome, également toxique) entre dans la composition du pigment vert de la plupart des gazons synthétiques. Récemment, l'industrie du gazon artificiel a annoncé qu'elle se conformerait volontairement aux restrictions sur le plomb imposées dans certains pays pour les produits et jeux pour enfants (EN RH 4040). « Plus précisément, le taux de plomb sera réduit dans tous les pigments utilisés pour la coloration du gazon synthétique à 300 ppm ou moins, au plus tard au 1er janvier 2010, et à 100 ppm ou moins, avant le premier janvier 2012 […] l'industrie du gazon synthétique a développé et testé des formulations de nouveaux pigment pour permettre l'élimination de la totalité ou de la plus grande partie du plomb, provenant pour plus de 90 % des pigments utilisés pour la couleur du gazon synthétique. Maintenant, la STC prévoit de réduire les taux de plomb pour les 10 % restants dans toutes les fibres colorées nécessitant encore du chromate de plomb pour satisfaire la demande des consommateurs d'une couleur stable à long terme ». En attendant, des épidémiologistes ou toxicologues comme le Dr Eddy Bresnitz craignent que ces métaux soient dispersés dans l'air avec l'usure des fibres et puissent être  inhalés ou avalés sous forme de particules aéroportés (sur les parties les plus usées de nombreux terrains, les fibres ont totalement disparu). Bresnitz a ordonné des tests visant à étudier dans quelle mesure des fragments de fibres et des particules provenant du gazon artificiel pourraient être avalés ou inhalés. Il pense que le risque est très faible, mais a suggéré de laver à fond après le jeu, les vêtements, séparément du reste. Il suggère aussi de toujours mouiller les terrains synthétiques pour garder la poussière et les fibres bas pendant le jeu. Depuis 2008, et en attente d'études approfondies, les CDC considèrent que du plomb peut être libéré sous forme de poussière avec l'usure du faux gazon et/ou des poudrettes : « Les terrains déjà anciens, utilisés fréquemment et exposés aux intempéries se décomposent en poussière ; les fibres de gazon usées y montrent des signes d'altération progressive, notamment les fibres usées, décolorées ou cassées. Ces facteurs devraient être pris en compte dans l'évaluation du potentiel d'exposition au plomb toxique à partir d'un terrain donné »,,.
Sur les terrains neufs, ou récents et peu fréquentés, le risque d'exposition à du plomb biodisponible est a priori très faible. En revanche, pour ce qui est du plomb qui deviendra potentiellement disponible avec l'usure des matériaux, les CDC ne peuvent pas savoir en quelle quantité il pourra être absorbé par le corps des sportifs ou des riverains. Or, s'il l'est au-delà d'un certain seuil (plus bas chez l'enfant), « il peut provoquer des symptômes de troubles du développement neurologiques (avec par exemple les déficits de QI) ». « Des tests supplémentaires sont effectués par le NJDHSS pour nous aider à mieux comprendre l'absorption de plomb de ces produits », ajoutent les CDC.

### Poudrette de remplissage
Les fabricants reconnaissent que leur produit contient des hydrocarbures aromatiques polycycliques (HAP), des métaux (dont zinc et fer), des composés organiques volatils (COV) et du latex et qu'il existe « trois façons possible d'y être exposé : 1) Ingérer accidentellement de petites quantités de matériau en portant les doigts à la bouche ou en ne se lavant pas les mains avant de manger, après avoir joué sur les champs. 2) via l'inhalation de poussières créé par le jeu sur le terrain, ou à partir des vapeurs dégagées par le gazon ; 3) par contact cutané direct avec la poudrette de caoutchouc ». Certains reconnaissent que « sur la base des résultats de recherche, il n'y a pas de risques sanitaires induits par une exposition aux niveaux de produits chimiques trouvés dans le gazon artificiel. Cependant, il y a des limites à ces études et des recherches supplémentaires sont nécessaires ».
En effet, début 2012, les données publiées sont encore rares et incomplètes. Elles ne portent que sur quelques molécules et ne s'appuient que sur des mesures très locales et ponctuelles dans le temps. Aucun protocole n'a porté sur un suivi de moyen ou long terme, des analyses in situ et in vitro ni ne s'est appuyé sur un nombre statistiquement représentatif d'échantillons et de typologies et âges de terrains. Aucune étude écotoxicologique ou ACV poussée ne semble publiquement disponible à cette date. D'autres études ont porté sur les impacts des stockages de pneus entiers sur l'eau, montrant un lent relargage de fer (Fe), manganèse (Mn) et zinc (Zn). De nombreuses études ont porté sur divers polluants relargués par les pneus ou susceptibles de l'être dans certaines conditions.

### Typologie des polluants
Après la publication en 2007 par l'EHHI d'une première liste de 25 polluants, dont quelques-uns potentiellement préoccupants (benzothiazole, hydroxyanisole butylé, n-hexadécane, and 4-(tert-octyl)phénol), présents dans le caoutchouc de remplissage de la plupart des terrains synthétiques, susceptibles de polluer l'air et l'eau (par le CAES) puis par le Norwegian Institute for Air Research (avec dans ce cas du  4-(tert-octyl)phénol et des nitrosamines volatiles émis par des terrains récemment posés, en intérieur), un bureau d'étude américain privé, consultant en ingénierie, qui conseille des entreprises et acheteurs de terrains de sport (engazonnés et/ou artificiels) a produit - à ses frais -  des éléments d'évaluation environnementale réalisée in situ sur trois terrains différents, garnis de gazon en polyéthylène et polypropylène sur trois points : 
- la lixiviation dans l'eau, avec surveillance de l'eau de la fin 2007 à l'automne de 2008[70]. Un échantillon (2007-1à-12[Quoi ?]) d'eaux pluviales recueillies dans le système de drainage a fait l'objet d'un test de toxicité aquatique basé sur Daphnia pulex comme organisme test[71]. Il n'a pas fait apparaitre d'effet toxique sur la daphnie après 24 et 48 heures. Des analyses de zinc, plomb, sélénium et cadmium ont été faites sur six autres échantillons (prélevés en octobre, novembre, février et  avril). Le plomb, le sélénium et le cadmium n'y ont pas été détectés. Le zinc a été trouvé dans quatre échantillons sur six, à un taux max. de 0,031 mg/L[70] (la norme du Connecticut étant 0,065 mg/L)[70]. Sur l'autre terrain, il n'était présent qu'à très faible doses (0,005 mg/L, mais dans une eau à pH 8. Dans ces cas, le pH des six échantillons variait[70] de 7,30 à 7,85 pour un terrain et était de 8 pour l'autre[70]. Or, la pluie est normalement légèrement acide (pH =+/-5,6) et un pH acide facilite la dissolution et les transferts de métaux. Un substrat basique semble avoir ici tamponné l'eau, ce qui limite les transferts de métaux. Une eau plus acide sur un autre substrat pourrait peut-être favoriser une lixiviation accrue. Depuis 2010, aux États-Unis, les matériaux de jeux pour enfants ne doivent pas contenir plus de 100 ppm de plomb[72]. Selon les fabricants, la poudrette n'en contient pas plus de 50 ppm ;
- la qualité de l'air : vingt échantillons d'air ont été prélevés en fin de journée (au milieu de l'été 2008) par faible luminosité et par vent calme (durant ces journées, la poudrette de caoutchouc utilisée comme matériau de remplissage a atteint des températures moyennes de 33,1 à 37,5 °C et la température au niveau de l'herbe en plastique a atteint 66,1 °C) ; le benzothiazole et le 4-(tert-octyl)phénol ont été dosés dans 10 des 20 échantillons et les nitrosamines dans les dix autres. Dans un des cas, la surface de gazon synthétique avait été toilettée trois jours avant le prélèvement[70]. Les dix échantillons pris dans la colonne d'air à quatre pieds de hauteur ne contenaient pas de nitrosamines en quantités détectables, ni de 4-(tert-octyl)phénol[70]. Une « très faible quantité » de benzothiazole a été trouvé sur l'un des deux terrains échantillonnés (celui qui avait été récemment entretenu)[70] ;
- la température des terrains : elle n'a été mesurée que deux jours (10 juin et 11 juillet 2008) sur un terrain et un jour (17 juin 2008) sur l'autre terrain, sans mesures de nuit. Une mesure a été faite sur un sol voisin, artificiel et sans gazon[70]. Une température nettement supérieure est constatée par temps ensoleillé sur le terrain au gazon artificiel (68,9 °C au max durant les trois jours de mesure)[70]. Un arrosage pouvait alors diminuer la surchauffe d'un tiers[15] jusqu'à la moitié environ (une once d'eau pulvérisée par pied carré suffisant à diminuer le réchauffement du gazon durant 20 min environ le jour de l'expérience[70], mais l’évaporation varie selon ensoleillement, l'hygrométrie et le vent).

L'intensité des efforts et de la respiration, l'ouverture des pores de la peau et la transpiration (plus encore quand la température est anormalement élevée en été sous le soleil), voire les éraflures ou blessures par frottement pourraient faciliter le passage dans le sang par les alvéoles pulmonaires dilatées, ou un passage transcutané direct ou encore via la lymphe exposée, mais ces trois points ne semblent pas avoir été étudiés.

## Durées et périodes

### Disponibilité des terrains

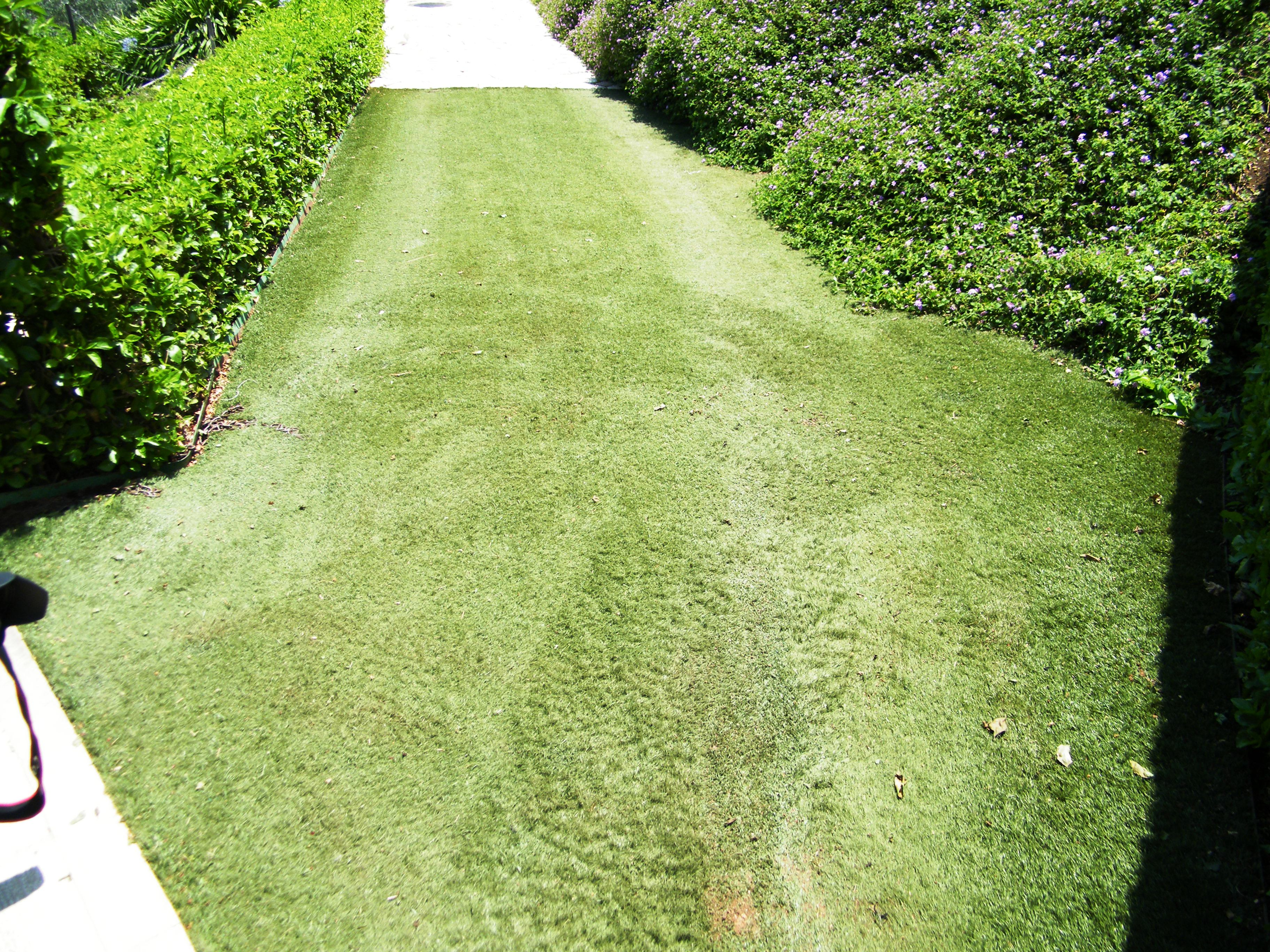
Exemple de tapis vert accueillant le public, Centre mondial baha'i, Haïfa.

Parmi les assertions et arguments les plus cités en faveur du gazon synthétique, figure le fait qu'il peut être installé et prêt plus rapidement qu'une vraie pelouse, qui nécessite du temps pour prendre racine. On dit souvent qu'une fois installé, il peut être utilisé longtemps, presque continuellement et intensivement, alors qu'un gazon vivant doit être périodiquement protégé pour une maintenance adéquate. Ainsi, Central Park Conservancy, l'ONG qui entretient Central Park à New York, ferme ses gazons les plus fragiles en hiver, et ponctuellement en été et au printemps (en effectuant une rotation des pelouses ouvertes pour leur laisser le temps de se restaurer). Des initiations au football sont proposées aux enfants par des entraineurs et des jeunes expérimentés, mais sans chaussures à crampons (interdites sur toutes les pelouses). Les pelouses sont fermées quand il pleut ou qu'elles sont détrempées. Selon une estimation du Service municipal des parcs et loisirs, si l'on admet qu'ils puissent être utilisés tout le temps, des terrains synthétiques pourraient être ouverts pour une utilisation 28 % plus longue dans l'année. Les industriels, via l'ESTO, affirment qu'un terrain de sport synthétique permet en Europe 1 500 heures de jeu par an, soit cinq fois plus que sur gazon naturel, avec, toujours selon l'ESTO, deux à trois fois moins d’entretien et un impact moindre sur l’environnement, sans pesticides ou herbicides.
L'expérience montre qu'en réalité :
- en été, aux heures chaudes, il vaudrait mieux éviter de jouer sur les gazons synthétiques exposés au soleil ;
- l'usure des gazons synthétiques impose un remplacement tous les 10 à 12 ans (voire après 5 à 7 ans en ville[74]) ;
- un gazon synthétique nécessite aussi un temps d'entretien (bien moindre que pour du vrai gazon, mais avec un coût financier et humain parfois mal anticipé). Il doit être brossé (pour redresser les poils et homogénéiser la poudrette intercalaire), rechargé en poudrette et/ou sable, et régulièrement décompacté, nettoyé et désinfecté. Si épandue en grande quantité, la poudrette doit être dispersée à la main car elle colmate les épandeuses mécaniques[46]), puis régalée au balai et arrosée pour « nettoyer un excès de poussière et les débris laissés pendant le processus de remplissage ». En cas de pluies torrentielles, elle est assez lourde pour ne pas flotter[46], mais une partie peut être emportée. Le ramassage des déchets fins y est par ailleurs plus fastidieux[75]. Enfin, sur les parties de terrain où le jeu est plus « dur » (corners pour le football) ou au droit de certaines coutures, la dégradation du tapis synthétique peut être plus rapide[76].

### Fin de vie des terrains
Après une dizaine d'années (10 à 12 ans selon les industriels), le gazon synthétique est dégradé et doit être changé. Selon Rick Doyle, président du Conseil du gazon synthétique, le caoutchouc de remplissage pourrait être nettoyé et réutilisé à d'autres fins (asphaltes contenant du caoutchouc, valorisation énergétique en incinération, carburant de cimenteries, etc.). Il est en réalité généralement mis en décharge.

## Prospective et recherche d'alternatives
En amont, les fabricants de pneus, notamment pour répondre à la directive européenne REACH (Directive Registration, Evaluation, Autorisation and Restriction of Chemicals) cherchent à réduire l'utilisation de produits chimiques nocifs dans la gomme des pneus pour en faciliter le recyclage ou l'incinération en fin de vie, avec des effets positifs qui devraient se faire sentir entre 2020 et 2030, le temps que ces « pneus verts », s'ils sont inventés, arrivent à l'étape du recyclage.
En aval, existe une possibilité de mieux recycler les éléments du terrain en fin de vie. Ainsi en France, en 2015, alors qu'il n'existe pas encore d'obligation visant à recycler les 200 tonnes (en moyenne) de matériaux recyclables  par terrain en fin de vie ou en rénovation, une entreprise (Reval’Green) a installé en 2011 une plateforme de stockage et de recyclage (à Grenay, en Isère). Le faux gazon peut être apporté en juin-septembre, avant d'y être déchiqueté et broyé. En 2015, l'entreprise dit pouvoir « récupérer le sable pour le réemployer en TP. Une homologation est en cours pour permettre un réemploi sur les terrains de foot », et le granulat de pneu est testé avec Aliapur pour un éventuel recyclage en produits d'isolation routière, alors que le plastique (PP et PE) est brûlé en cimenterie (mais des projets d'« extrusion de matière sont à l'étude »). Cinquante pour cent du gisement français serait en Région parisienne.
Les fabricants de gazon synthétiques cherchent dans certains pays des intercalaires qui ne soient ni noirs ni faits avec des produits à risque. Par exemple, Mondo (fabricant de revêtements de sol) a créé et breveté Ecofill ; granule de polyoléfine qui selon son inventeur renvoie la chaleur plus efficacement, absorbe bien les chocs, et ne contient ni chlorure de polyvinyle, ni chlore, ni agents plastifiants, ni métaux lourds ou autres produits chimiques nocifs, et qui est 100 % recyclable. Un remplissage à base de matériaux d'origine végétale (coco, liège) est envisagé par certains. Ex. : en Italie, Limonta Sport produit « Geo Play Safe », un agent de remplissage composé à partir de broyat de coques de noix de coco et de liège.
Le gazon naturel des terrains de sport est entretenu avec des pratiques physiques et chimiques (tontes, engrais, pesticides) encore plus intense qu'en agriculture dite « conventionnelle », notamment pour répondre à certaines normes et règlements. Certains promeuvent des pratiques se rapprochant du bio et de la gestion différentiée, avec des amendements organiques associés à un sol réhumifié qui aurait une meilleure capacité de rétention de l'eau, est plus souple et résilient et ne nécessite plus d'engrais chimiques. Cette alternative n'est généralement pas présentée par les prestataires.
Il reste possible d'associer les deux types de terrain et de ne pratiquer sur le synthétique que quand le gazon naturel est trop humide ou dégradé, et de jouer sur la pelouse naturelle quand il fait chaud, mais les coûts sont importants, et cela ne règle pas la question de la contribution aux îlots de chaleur ou de la consommation d'eau.